# 578 Happelia
578 Happelia
578 Happelia là một tiểu hành tinh ở vành đai chính. Nó được Max Wolf phát hiện ngày 01.11.1905 ở Heidelberg và được đặt theo tên Carl Happel, họa sĩ người Đức và là ân nhân của đài thiên văn Heidelberg (phòng thí nghiệm Happel ở đại học Heidelberg cũng được đặt theo tên ông)